# Sáregres
Sáregres es un pueblo del condado de Fejér, Hungría.